# Dalea ayavacensis
Dalea ayavacensis är en ärtväxtart som beskrevs av Carl Sigismund Kunth. Dalea ayavacensis ingår i släktet Dalea, och familjen ärtväxter. IUCN kategoriserar arten globalt som livskraftig.

## Underarter
Arten delas in i följande underarter:
- D. a. ayavacensis
- D. a. killipii
- D. a. viridescens